# Či Jun-nam
Či Jun-nam (korejsky: 지윤남, hanča: 池尹南; * 20. listopadu 1976) je bývalý severokorejský fotbalista, který hrál za klub April 25 v severokorejské fotbalové lize.

## Reprezentační kariéra
Či se objevil v severokorejském národním fotbalovém týmu v osmi kvalifikačních zápasech na Mistrovství světa ve fotbale. Či je především střední defenzivní záložník, ale v národním týmu hraje na pozici levého obránce.
Dne 15. června 2010 vstřelil gól proti Brazílii, když překonal brankáře ve skupinovém střetnutí Mistrovství světa ve fotbale 2010. Byl by to jediný gól, který Severní Korea na turnaji vstřelila. Šlo zároveň o utkání mezi nejvýše a nejníže žebříčkově postavenými kvalifikovanými týmy na šampionátu (Brazílie nakonec zápas vyhrála 2:1). 

### Reprezentační góly
| #  | Datum           | Místo                                                           | Soupeř    | Skóre | Výsledek | Soutěž                                    |
| -- | --------------- | --------------------------------------------------------------- | --------- | ----- | -------- | ----------------------------------------- |
| 1. | 23. února 2008  | Olympijské sportovní centrum Čchung-čching, Čchung-čching, Čína | Čína      | 1–0   | 1–3      | Mistrovství východní Asie ve fotbale 2008 |
| 2. | 27. srpna 2009  | World Games Stadium, Kao-siung, Tchaj-wan                       | Tchaj-wan | 2–1   | 2–1      | Mistrovství východní Asie ve fotbale 2010 |
| 3. | 15. června 2010 | Ellis Park Stadium, Johannesburg, Jihoafrická republika         | Brazílie  | 1–2   | 1–2      | Mistrovství světa ve fotbale 2010         |